# Zacharie Ier de Tzak
Zacharie Ier de Tzak ou Zakaria Ier Tsaketsi (en arménien Զաքարիա Ա Ձագեցի) est Catholicos de l'Église apostolique arménienne de 855 à 877, date de sa mort.

## Biographie
Zakaria est le candidat du sparapet (« généralissime ») Achot V Bagratouni en 855, après la mort de Hovhannès IV, et est élu Catholicos. Il se montre un soutien indéfectible du sparapet, prince des princes puis roi d'Arménie.
En 862, le patriarche de Constantinople Photios Ier tente de rallier l’Église arménienne à l'orthodoxie en adressant deux lettres au Catholicos Zakaria et à Achot ; ces deux derniers convoquent un concile à Shirakavan (également connue à l’époque sous le nom d’Erazgavors). Les dogmes restent plutôt du point de vue byzantin, le canon 12 et le canon 14 reconnaissant Chalcédoine,,.
Zakaria meurt en 877 et est suivi par Gévorg II de Garni.